# Ivor Brown
Ivor John Carnegie Brown, född 25 maj 1891, död 22 april 1974, var en brittisk journalist och författare.
Efter universitetsstudier vid Oxford blev Brown journalist, var teaterkritiker i The Manchester Guardian 1919-1935, skrev ledare i samma tidning 1920-1942 och medarbetade även i flera Londontidningar och var från 1942 utgivare av The Observer. Brown verkade även som professor i dramatik. Bland hans skrifter märks English political theory (1920), Masques and faces (1926), Parties of the play (1928), The heart of England (1935), The great and the goods (1937), A Word in your ear (1942), Just Another word (1943), A book of words (1944) och I give you my word (1945).